# Cantone di Vézins-de-Lévézou
Il Cantone di Vézins-de-Lévézou era una divisione amministrativa dell'arrondissement di Millau.
A seguito della riforma approvata con decreto del 21 febbraio 2014, che ha avuto attuazione dopo le elezioni dipartimentali del 2015, è stato soppresso.

## Composizione
Comprendeva i comuni di:
- Saint-Laurent-de-Lévézou
- Saint-Léons
- Ségur
- Vézins-de-Lévézou